# Municipio de Lenora
El municipio de Lenora (en inglés: Lenora Township) es un municipio ubicado en el condado de Griggs en el estado estadounidense de Dakota del Norte. En el año 2010 tenía una población de 60 habitantes y una densidad poblacional de 0,66 personas por km².

## Geografía
El municipio de Lenora se encuentra ubicado en las coordenadas 47°37′46″N 98°2′52″O / 47.62944, -98.04778. Según la Oficina del Censo de los Estados Unidos, el municipio tiene una superficie total de 91.28 km², de la cual 90,1 km² corresponden a tierra firme y (1,3 %) 1,18 km² es agua.

## Demografía
Según el censo de 2010, había 60 personas residiendo en el municipio de Lenora. La densidad de población era de 0,66 hab./km². De los 60 habitantes, el municipio de Lenora estaba compuesto por el 95 % blancos, el 1,67 % eran amerindios y el 3,33 % eran de una mezcla de razas. Del total de la población el 1,67 % eran hispanos o latinos de cualquier raza.